# Chambre à brouillard

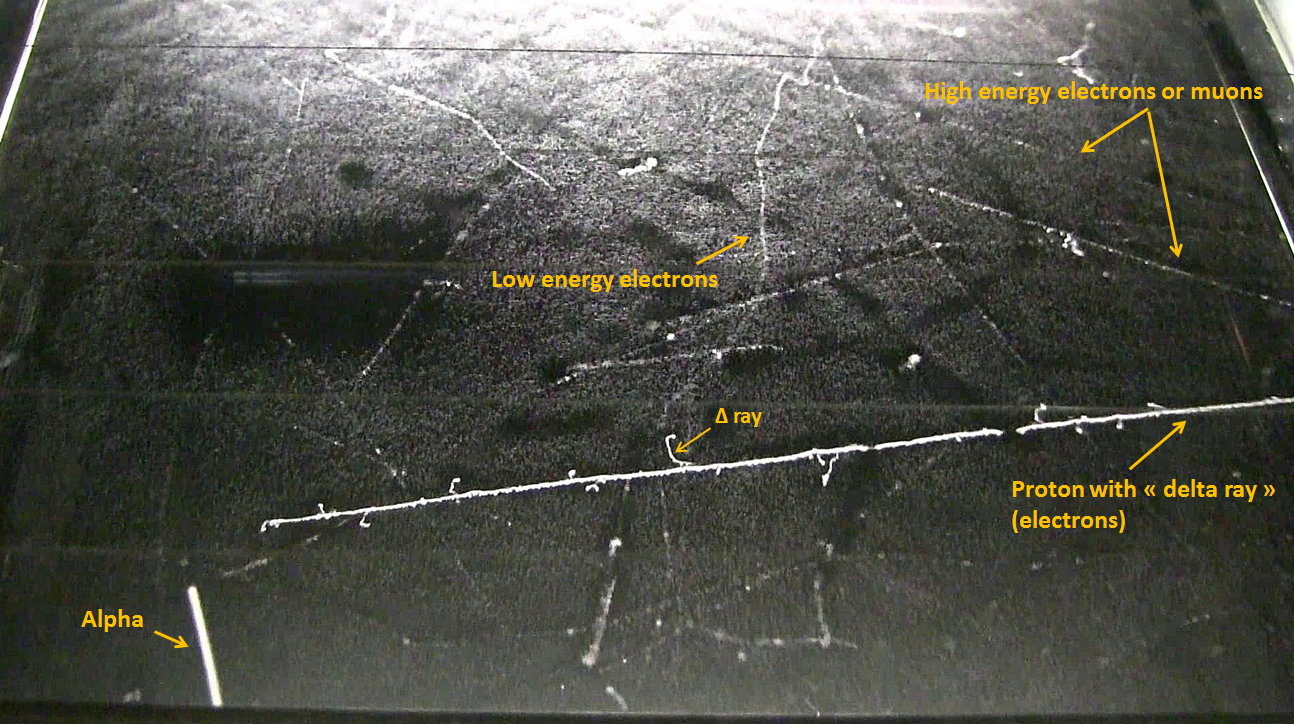
Cette image provient d'une chambre à brouillard qui fut exposée temporairement au Pic du Midi. Cette image montre des tracés de formes différentes suivant les caractéristiques des particules qui ont traversé le détecteur. La taille de la surface d'interaction est de.

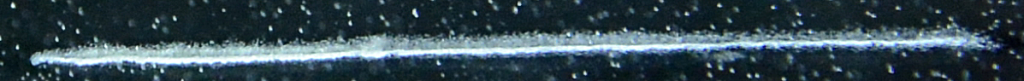
Particule alpha en gros plan. Les traînées de condensation sont constituées de milliers de gouttelettes d'alcool.

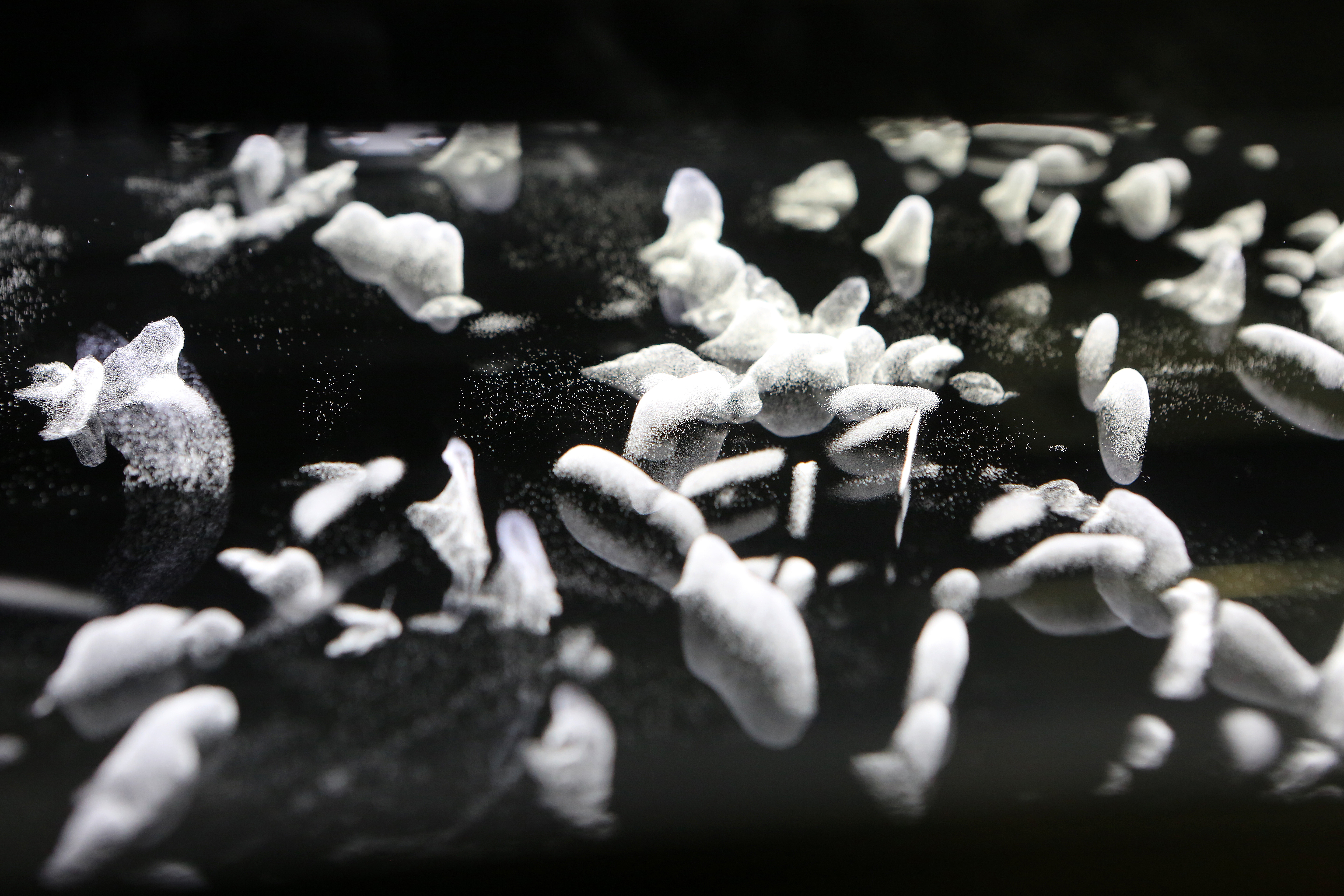
Les traces de particules radioactives proviennent des conditions spécifiques à l'intérieur de la chambre - principalement en raison de la couche de vapeur d'alcool isopropylique.

Une chambre à brouillard est un détecteur de particules qui montre sous la forme de traînées de condensation le passage des particules nucléaires dans la matière. Il s'agit d'une enceinte (étanche ou non) dans laquelle une phase vapeur d'eau ou d'alcool sursaturée est présente. La sursaturation est créée via deux principes physiques différents : 
- par expansion du volume de l'enceinte via un piston : il s'agit des chambres à expansion ou Chambre de Wilson (1911) ;
- par refroidissement du support de l'enceinte : il s'agit des chambres à diffusion ou Chambre de Langsdorf (1939).

Les chambres de Wilson fonctionnent de manière « pulsée », c'est-à-dire qu'elles ne montrent les rayonnements qu'une à deux fois par minute étant donné la nécessité de réaliser des cycles de détente via le piston. Le solvant utilisé peut être de la vapeur d'eau ou un mélange eau/alcool. Elles peuvent cependant fonctionner suivant un plan vertical pour voir les particules « venant d'en haut » ce qui explique leur utilisation jusque dans les années 1950 pour l'étude du rayonnement cosmique. Les chambres de Langsdorf (diffusion cloud chamber) fonctionnent uniquement avec une phase d'alcool pur, le froid extrême (−30 °C) de la surface empêchant l'utilisation d'eau (celle-ci cristalliserait). Le plan de fonctionnement est uniquement horizontal, la couche sursaturée se mettant en place par gravité au-dessus de la surface refroidie. Les traces blanches observées dans ces machines sont constituées de milliers de gouttelettes d'eau ou d'alcool qui se sont condensées là où est passée une particule nucléaire. En fonction de la forme des tracés (longueur, trajectoire, densité des gouttelettes), on pourra identifier la particule ayant traversé le détecteur. Seules les particules nucléaires chargées (capable d'ioniser la matière) sont détectables dans les chambres à brouillard. Au niveau de la mer, quatre particules sont communément observables : les particules alpha, les protons, les électrons et les muons (bien que ces derniers soient très discrets étant donné leurs faibles interactions dans la matière dues à leur vitesse relativiste).

## La découverte par Charles Wilson de la chambre à brouillard
- [1] La première chambre à brouillard a été créée en 1911 par le physicien écossais Charles Wilson. Fasciné par le spectacle des spectres de Brocken sur le brouillard lorsqu'il travaillait au laboratoire météorologique au sommet du mont Ben Nevis, il a voulu comprendre leur mécanisme de formation en cherchant à les reconstituer dans le laboratoire Cavendish (Université de Cambridge). Wilson savait d’après les travaux d'Aitken qu'un brouillard se forme uniquement s'il y a suffisamment de poussière dans un milieu humide refroidi. Il utilisa une enceinte contenant un peu d'eau liquide avec sa phase gazeuse où était disposé un piston et réalisa des détentes du volume d'air (la détente étant accompagnée d'un refroidissement) afin d'obtenir un brouillard. D'après Aitken, sans poussières, il n'était pas possible d'obtenir un brouillard (la condensation de la phase gazeuse en liquide, c'est-à-dire en gouttelettes). Cependant, Wilson fit des détentes de volumes à un facteur plus important que ce qu'avait fait Aitken, et il découvrit (au-dessus d'un ratio de 1,25) qu'un brouillard se formait, que le milieu contienne des poussières ou non. Il posa l'hypothèse que des ions libres (découverts en 1890), « existant dans l’atmosphère et expliquant sa conductivité », pourraient servir de germes (noyaux de nucléation ou catalyseurs) à la condensation de gouttelettes à partir de la vapeur d'eau présente dans l'air humide. Pour vérifier sa théorie, il montre dès 1896 que les rayons X ont la faculté de créer de grandes quantités de brouillard par la formation d'ions dans son enceinte, mais il abandonne ses investigations jusqu'en 1910.

C'est en 1910 qu'il vit pour la première fois les tracés de particules nucléaires dans sa chambre à expansion. En introduisant un échantillon de radium dans l'enceinte, il vit des traînées de gouttelettes d'eau qui s'étaient formées là où des ions avaient été créés par le passage des particules émises par l'échantillon. Il reçut le prix Nobel en 1927 pour sa découverte. 
- Patrick Blackett reprit l'expérience de Wilson et l'améliora en 1921 de façon à réaliser les détentes de façon automatique, avec un appareil photographique permettant de photographier les événements nucléaires. Il photographia en 1925 la première transmutation d'azote en oxygène, induite par une particule alpha, ainsi que des exemples de diffusions de particules alpha sur des noyaux. La chambre à brouillard à expansion fut surtout utilisée pour l'étude du rayonnement cosmique car elle permettait de fonctionner verticalement (les rayonnements cosmiques étant beaucoup plus nombreux avec un angle zénithal de 0°). Jusqu'en 1951, la chambre à brouillard permit de bâtir la physique nucléaire en découvrant (en partie) le rayonnement cosmique (Skobeltzyn 1927), le positon (Anderson, 1932), les cascades électromagnétiques avec le processus de création de paire (1933), le muon (Anderson, 1936), le kaon (Rochester, 1947), les baryons lambda (1951) et xi (1952).
- En 1939, Langsdorf (en) proposa une autre technique de détection en créant un état sursaturé à partir du refroidissement constant d'une plaque noire. La chambre à brouillard à diffusion de son invention permit de voir de manière continue les rayonnements. Sur le plan historique quelques machines furent utilisées pour observer les réactions nucléaires issues des accélérateurs de particules, mais leur conception délicate les empêcha de rivaliser avec les chambres à expansion automatisées qui produisaient des clichés, jusqu'en 1950, de meilleure qualité (notamment par le contrôle du degré d'expansion des gouttelettes). De nos jours, les chambres à brouillard à expansion ont complètement disparu. Seules les chambres à diffusion sont utilisées pour la vulgarisation scientifique car leur construction est devenue plus facile avec l'amélioration des techniques de refroidissement actuelles. Le principe de fonctionnement est décrit dans le chapitre ci-dessous.
- La chambre à brouillard disparut peu à peu des laboratoires à partir des années 1950, lorsque d'autres méthodes de détection de particules furent découvertes (toujours sous forme de traces dans un milieu solide, liquide ou gazeux) : la chambre à bulle de Glaser, les chambres à fils, à étincelles ou à dérive, les détecteurs à base de semi-conducteurs…

## Principes de fonctionnement d'une chambre à brouillard à diffusion (modèle de Langsdorf)

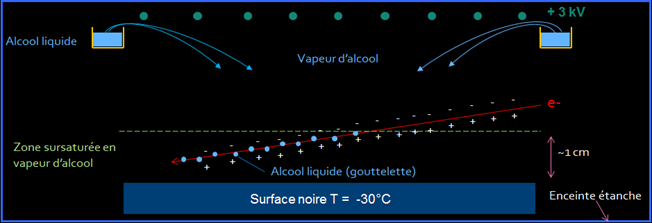
Principe de fonctionnement d'une chambre à brouillard à diffusion.

Dans une chambre à brouillard à diffusion, il est nécessaire d'obtenir une plaque refroidie au moins à −20 °C pour créer un état de sursaturation. Le solvant utilisé est de l'alcool (éthanol ou alcool isopropylique). Plusieurs moyens techniques permettent de refroidir suffisamment cette plaque : utilisation de carboglace ou de cellules Peltier comme on peut le voir dans nombre de constructions amateures.
Le principe de fonctionnement est le suivant : dans une enceinte semi-étanche à l’air ambiant (schéma ci-contre), une surface noire est portée à une température négative. En haut de la chambre, des supports permettent de contenir de l’alcool (éthanol) liquide. Une partie de l’alcool s’évapore grâce à sa pression de vapeur et lorsque ces vapeurs entrent en contact avec le bas de la chambre porté à une très basse température, elles se condensent sous forme de gouttelettes créant un brouillard (il existe naturellement des poussières microscopiques déclenchant la formation de ce brouillard).
Toutefois, une petite fraction des vapeurs d’alcool refroidies par l’intermédiaire de la surface froide ne se condensent pas et flottent au-dessus de la surface formant un volume sursaturé en vapeur qui est métastable (car constitué d’un gaz refroidi). Il suffira d’une perturbation dans la matière pour que ces vapeurs retournent à un état plus stable (l’état liquide). L’épaisseur du volume de gaz sensible est de quelques millimètres, située juste au-dessus de la surface de la chambre.
La transition d’un état à un autre (ici la condensation de l’alcool gazeux) est facilitée lorsque le milieu contient des impuretés (poussières), à l’exemple de la neige qui ne peut se former dans l’atmosphère que s’il existe des sites de nucléation permettant aux cristaux de germer. Lorsqu’une particule nucléaire chargée traverse la matière, elle perd de l’énergie en ionisant sur son passage les atomes qu’elle rencontre. Les ions résultants deviennent ainsi des « impuretés » comme découvert par Wilson. Les vapeurs instables vont passer à l’état liquide en se condensant en gouttelettes là où les ions ont été créés : les ions « semés » tout au long du parcours de la particule vont rematérialiser le tracé de la particule dans la matière sous la forme de milliers de gouttelettes d’alcool. Un éclairage suffisamment fort permettra ensuite de mettre en évidence les tracés (une plaque noire est utile pour maximiser le contraste).
Seules des particules chargées peuvent créer au cours de leur trajectoire des ions dans la matière. Ainsi, les particules observables dans une chambre à brouillard seront les électrons (e−), les positons (e+), les protons (p+), les alphas (He2+) et les muons (μ+/−) (si l’on se limite au niveau de la mer, car en altitude d’autres particules sont observables comme les kaons, lambda et xi mais de façon très rare). Les particules neutres (neutron et gamma) seront détectables indirectement par les particules chargées qu’elles créeront dans la matière à la suite de leur interaction avec celle-ci.

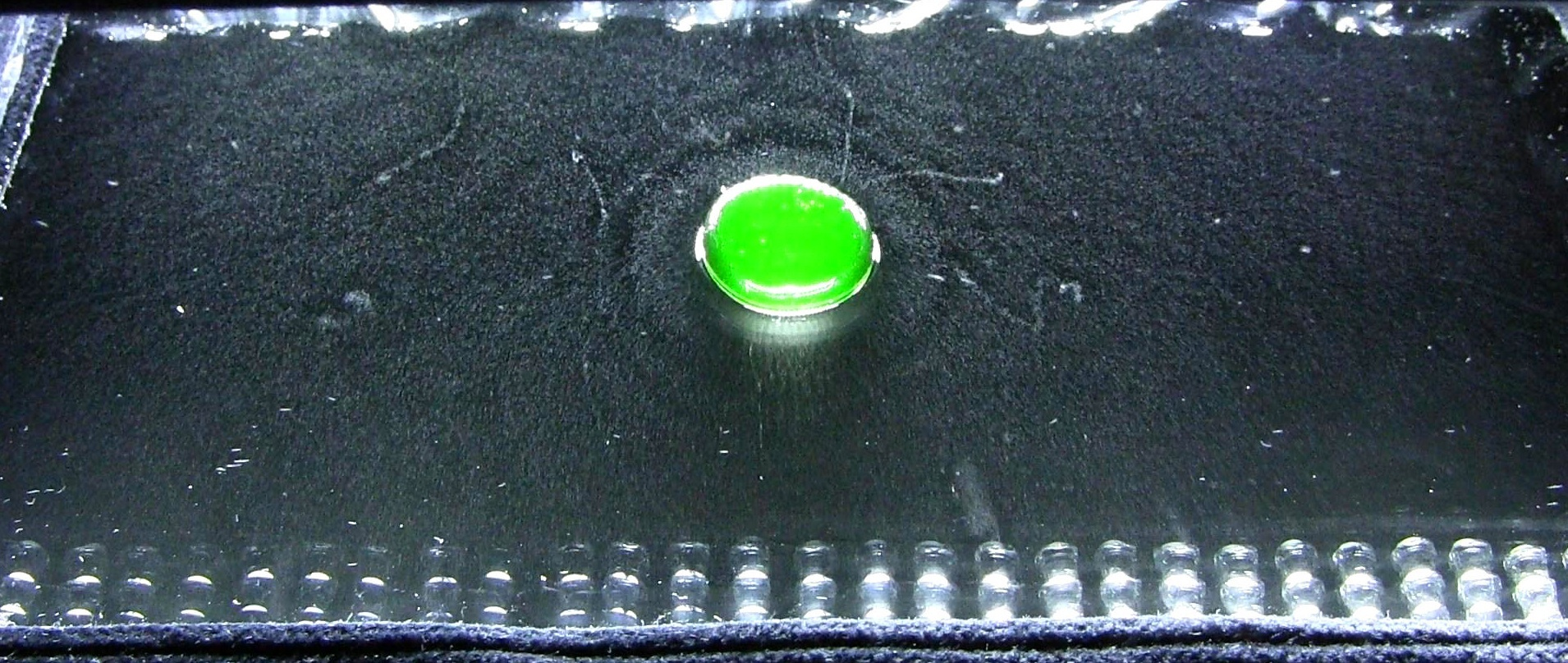
Les chambres à brouillard permettent de détecter la radioactivité des objets faiblement radioactifs. Ici, quelques électrons s'échappent de ce verre contenant de l'oxyde d'Uranium.

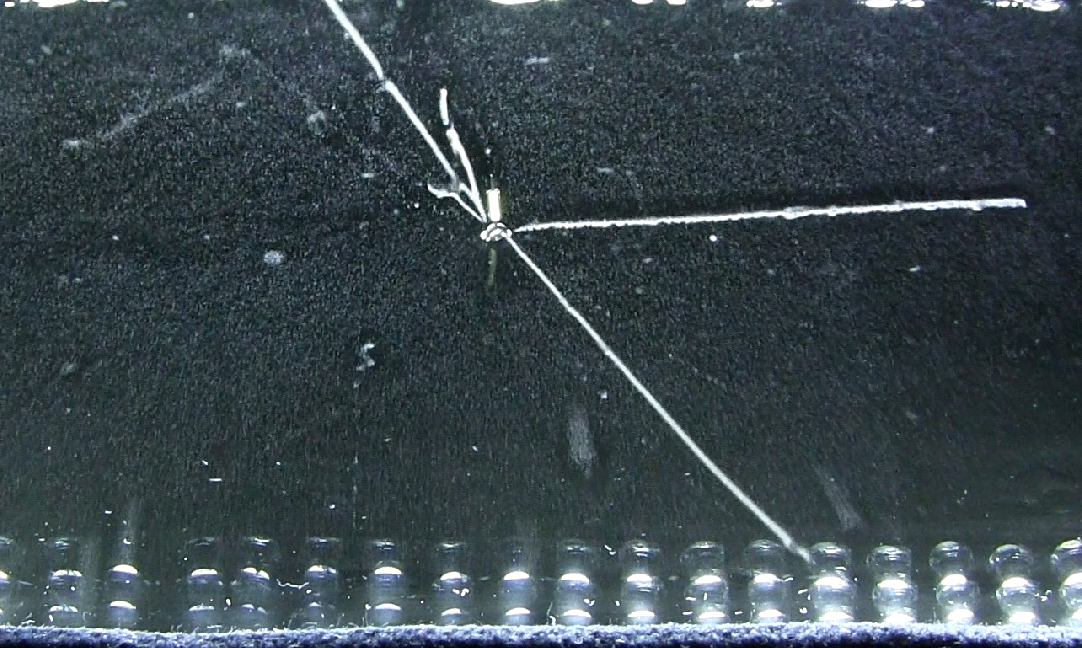
Particules alpha provenant de la désintégration du Radium 226. Ces images proviennent de la machine ci-dessous.

## Identification des particules
L'aspect d'une trace laissée dans le détecteur par une particule est en première approximation proportionnel a z²/v² (équation de Bethe) où z est la charge électrique de la particule et v sa vitesse. Plus une particule est lente et plus elle créera d'ions dans la matière, et donc plus sa trace sera constituée de nombreuses gouttelettes. Les particules chargées 2+ (comme les alphas) créent, à vitesse égale par rapport à un électron, 4 fois plus d'ions dans la matière. C'est pour cela que les particules alpha font les traînées les plus denses, mais aussi parce que leurs vitesses dans la matière sont très faibles (15 000 km/s pour 5 MeV dans le vide, alors qu'un électron est relativiste à ~300 000 km/s à cette énergie).
Les électrons sont les particules les plus légères de celles observables dans une chambre à brouillard. Ils perdent rapidement leur énergie par rayonnement de freinage à la suite des chocs électrostatiques avec les noyaux ou les nuages électroniques, ce qui résulte en une trajectoire erratique dans une chambre à brouillard (ils font beaucoup de « zigzags »). Cet effet est particulièrement marqué à basse énergie (<500 keV) où ils sont alors facilement déviés par un champ magnétique. Lorsque les électrons ont des énergies élevées, leurs trajectoires sont rectilignes dans la chambre à brouillard et se confondent avec celle des muons.
Un muon est 207 fois plus lourd qu'un électron. Les pertes d'énergie par rayonnement de freinage sont inversement proportionnelles (au carré) à la masse et à la vitesse de la particule. Les muons perdent 43 000 fois moins d'énergie par Bremsstrahlung que les électrons. La perte d'énergie ne se fait donc (essentiellement) que par ionisation (c'est pour cela qu'ils peuvent traverser des kilomètre de roches). Ces particules sont donc le plus souvent relativistes et créent donc très peu d'ions dans la chambre à brouillard : il est très difficile de voir le tracé de muons même s'ils composent pour plus de 75 % le rayonnement cosmique au niveau de la mer.

## La contribution des chambres à brouillard à la physique des particules

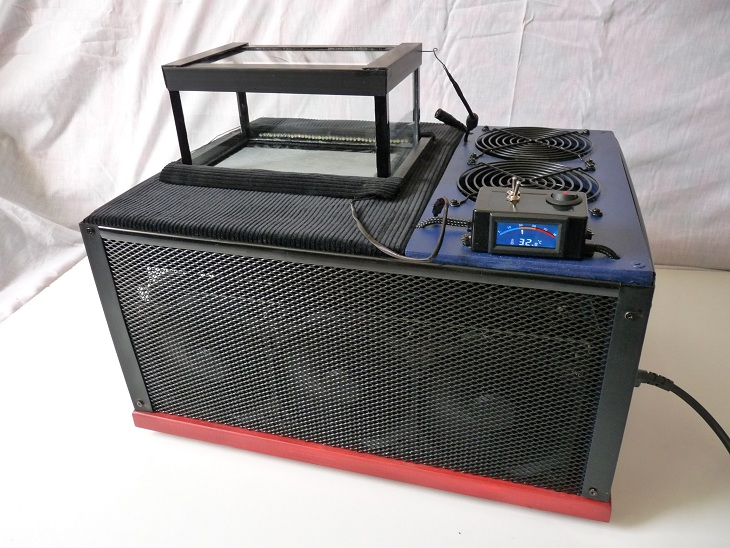
Exemple de chambre à brouillard à diffusion à base d'éléments thermoélectrique.

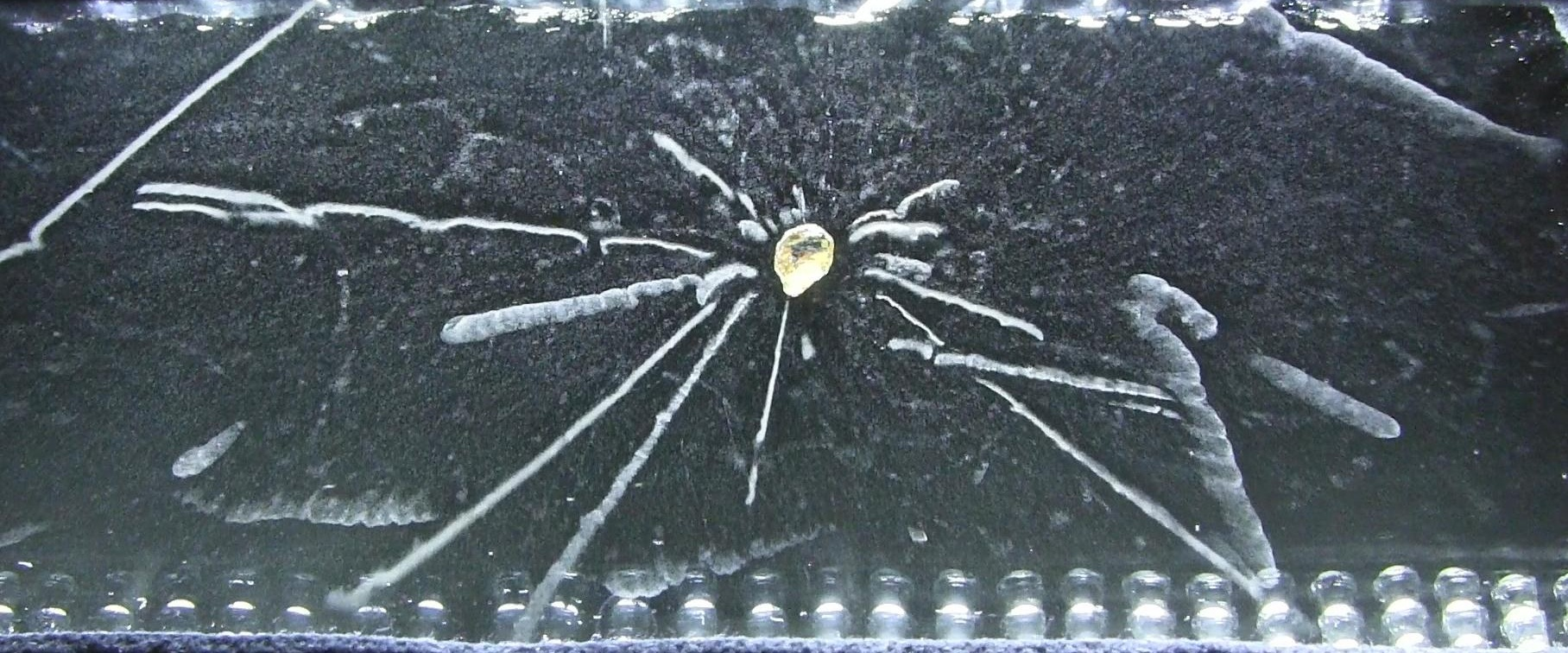
Radioactivité d'un minéral de Thorite (contenant du Thorium et de l'Uranium).

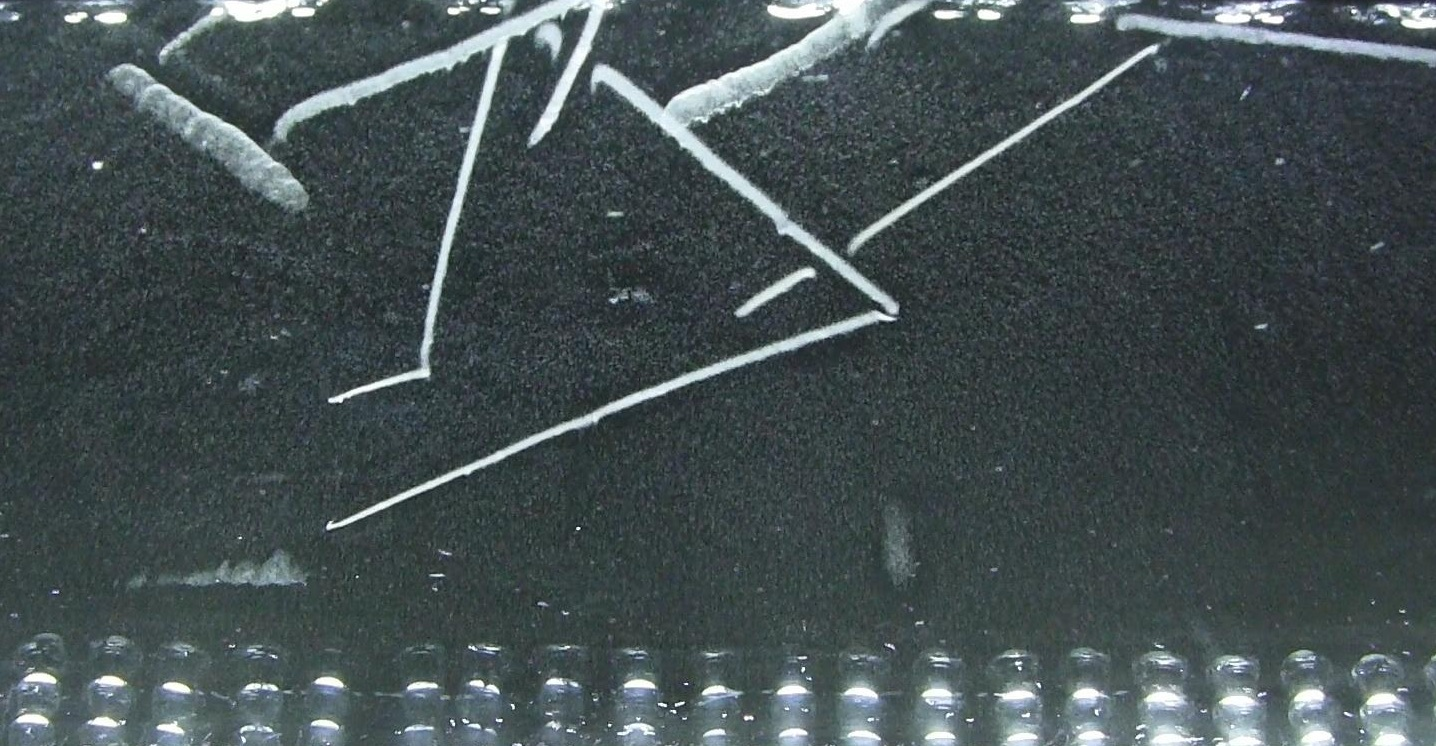
Désintégration du Radon 220 dans la chambre à brouillard.

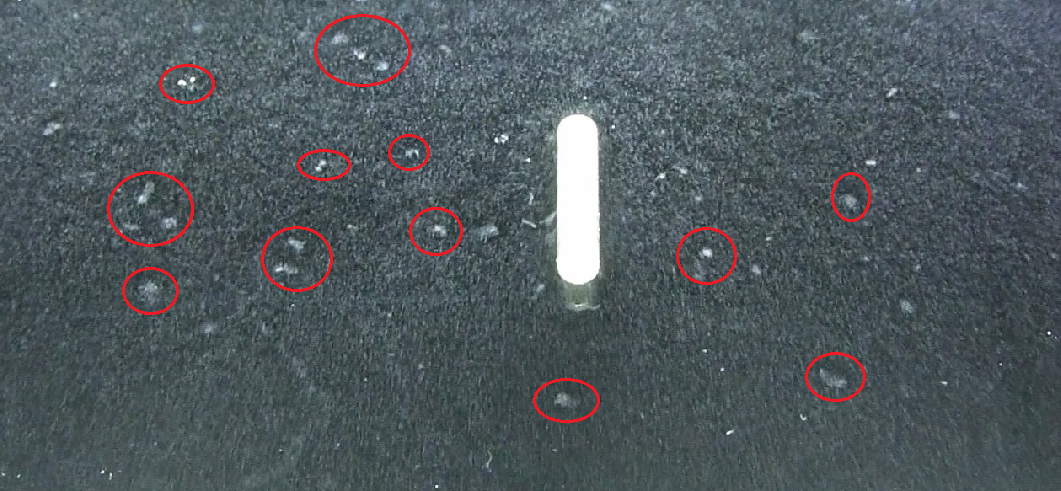
Effet photoélectrique mis en évidence dans la chambre à brouillard grâce à une source de Tritium.

Les chambres à brouillards ont été utilisées pour parfaire :
- l'étude des éléments radioactifs (alpha, bêta, gamma — ce dernier étant plus difficile à observer, via les traces laissées par les électrons secondaires issus de l'effet photoélectrique que produisent ces quanta γ avec les molécules de l'air) ;
- l'étude des produits de réactions nucléaires ;
- l'étude des interactions matière/rayonnement/gaz/vapeur, etc.

Elles ont également joué un rôle historique dans le développement théorique de la mécanique quantique, pour la découverte du principe d'incertitude position/vitesse.

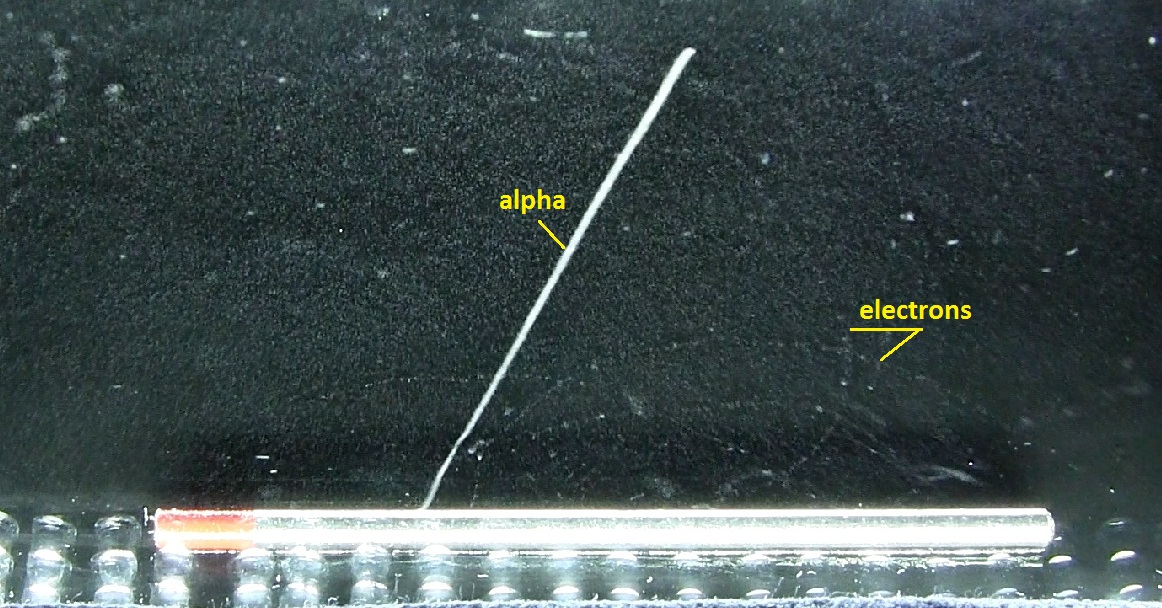
Particule alpha et électrons (déviés par un champ magnétique) dans une chambre à brouillard.

## Expérience CLOUD
Démarrée en 2006, une expérience de l'Organisation européenne pour la recherche nucléaire, CLOUD (qui réunit 18 instituts de 9 pays), utilise un prototype nouveau de chambre à brouillard pour des études sur le climat, et plus précisément pour étudier si les rayons cosmiques galactiques (particules chargées) peuvent interférer avec la formation des nuages. Des données satellitaires laissent en effet penser qu'il pourrait y avoir un lien entre l’épaisseur de la couverture nuageuse à basse altitude et l'importance du flux de rayons cosmiques.

## Intérêts
Au-delà de son apport historique considérable, on en trouve encore l'usage pédagogique évident, malgré son obsolescence pour la recherche fondamentale.
Un usage artistique et d'initialisation de générateur aléatoire est évidemment pertinent également.